# Попова Неля Анатоліївна
Неля (Неллі) Анатоліївна Попова (нар.. 1964) — радянська і російська актриса театру і кіно українського походження, Заслужена артистка Росії (2005).

## Життєпис
Народилася 31 серпня 1964 року в Дніпродзержинську. 
В 1988 році закінчила Ленінградський державний інститут театру, музики і кінематографії (ЛДІТМІК), курс Лариси Мальованої.
У 1988—1991 роках вона служила актрисою Театру-студії під керівництвом Лариси Мальованої, у створенні якого брала участь.
У 1991—1992 рр. входила до трупи Театру реального мистецтва, створеного Еріком Горошевським.
У 1992 році актриса перейшла до складу трупи Театру імені В. Ф. Коміссаржевської. А з січня 1995 року стає провідною артисткою Санкт-Петербурзького театру «Російська антреприза» імені Андрія Миронова.
Особливу плідна співпраця на драматичній сцені склалася у актриси з учнями Г. А. Товстоногова режисерами театру і кіно Владом Фурманом і Юрієм Цуркану, в чиїх виставах зіграла свої найкращі ролі, включаючи гостродраматичну Тамару в «Гупьошкі» Василя Сигарєва і Влада Фурмана і Раневську у виставі Юрія Цуркану «Вишневий сад».
У 2011 році стала Лауреатом Російської Національної акторської премії імені Андрія Миронова «Фігаро» в номінації «За блискуче виконання ролей на театральній сцені».

## Театр

### Санкт-Петербурзький театр «Російська антреприза» імені Андрія Миронова
- 1996 — «Скандал в Пасажі» Ф. М. Достоєвського — Олена, режисер Влад Фурман
- 1999 — «Обломов» І.Гончарова — Ольга Іллінська, режисер Влад Фурман
- 2000 — Фантазії Фарятьєва А.Соколової — Олександра, режисер Юрій Цуркану
- 2000 — «Чайка» А. П. Чехова — Ніна Зарічна, режисер Сандро Товстоногов
- 2001 — «Знедолені» В.Гюго — Фантіни і Козетта, режисер Влад Фурман
- 2003 — «Господа Головльови» М.Салтикова-Щедріна) — Аннінька, режисер Влад Фурман
- 2005 — «Гупешка» В.Сігарєва — Тамара, режисер Влад Фурман
- 2008 — «Красуня і сім'я» С.Моема, переклад Віктора Вебера — Вікторія, режисер Влад Фурман
- 2010 — «Лицар Серафими» («Біг») М. А. Булгакова — Серафима Корзухіна, режисер Юрій Цуркану
- 2011 — «Третя голова» Марселя Эмэ — Роберта, режисер Юрій Цуркану
- 2012 — Вишневий сад А. П. Чехова — Любов Андріївна Раневська, режисер Юрій Цуркану

### Продюсерська компанія «Ермітаж»
- 2012 — «Товариш» Ж.Дюваля — режисер Андрій Гаврюшкін, сценографія та костюми Олександра Васильєва

## Вибрана фільмографія
- 1985 — Заради кількох рядків — Настя
- 1990 — Анекдоти — вчителька
- 1993 — Заповідник гоблінів — (фільм-спектакль) Керол Хемптон історик
- 1993 — Пором «Анна Кареніна»
- 2000, 2003 — Агент національної безпеки 2 і 4 — Марина Леонідівна Кострова (15-а серія Смертник) і Олена Покровська (43-44-і серії Спас нерукотворний: заарештована в 44-ї серії)
- 2001 — По імені Барон — Анжела, дружина Олексія
- 2002, 2008 — Вулиці розбитих ліхтарів-4 і 9 — Світлана, дружина Сидоренко (23-я серія Морські вовки), Галина Михайлівна Самохвалова (11-а серія Лабіринт)
- 2003 — Бандитський Петербург. Фільм 6. Журналіст — Марія Антонівна Гринько (6-а і 7-а серії)
- 2003 — Кобра. Антитерор — епізод (Таллінський експрес Фільм 7)
- 2003 — Мангуст — Ніна Шерман (Любов олігарха 4-а серія)
- 2003 — Охоронець — Вероніка, колишня дружина Туманова (Недитячий світ фільм 2)
- 2007 — Дюжина правосуддя — Марія Сергіївна Яхонтова, 38 років, актриса, присяжний засідатель
- 2007 — Ливарний, 4 1-й сезон — Ксенія актриса (4-а серія Годину пік, 7-а серія Татуювання, що говорить, 14-а серія Перший день року і 16-а серія Один проти всіх)
- 2007 — Любов одна — Жанна подруга і колега Ольги
- 2008 — Висяки — епізод (Прелюдія до фіналу фільм Справа № 7)
- 2008 — Ливарний, 4 2-й сезон — Ксенія (5-а серія Особа)
- 2008 — Матусю, я кілера люблю — Люся Білих подруга Анжели, журналістка
- 2009 — Лабіринт — Наташа
- 2009 — Терористка Іванова — дружина Михайла Людмила Пілюгіна
- 2009 — 2010 — Слово жінці — Олена Гордєєва
- 2010 — Даїшники — Марія Сергіївна мати нареченого (Фільм 15-й Рейдерське вальс)
- 2010 — Капітан Гордєєв — Олена Покобцева (Фільм 2 Золота клітка)
- 2010 — Сімейний будинок — Лариса, подруга Жені, наречена Вадима
- 2012 — Особисті обставини — колишня дружина Олена Кузнєцова
- 2012 — Таємниці слідства-11 — Алла Леонідівна Выготская (Фільм 1 Переходяшее пиво)
- 2014 — Купрін — Емма Едуардівна (Фільм 3 Яма)
- 2014 — На крилах — Олена Віталіївна, психолог
- 2014 — Підозра — дружина Баранчука
- 2016 — Шаман. Нова загроза — Марина Несмеянова, дружина Андрія (у шести фільмах Сім'я, Пристав, Помилкова версія, Під куполом цирку, Кур'єр і Шаман, шаман)
- 2016 — Таємнича пристрасть — дружина Рєпіна
- 2017 — П'ять хвилин тиші — Єлизавета Дмитрівна мати Грека
- 2017 — Гупешка — Тамара
- 2018 — П'ять хвилин тиші. Повернення — Єлизавета Дмитрівна. мати Грека

## Родина
Одружена з режисером театру і кіно Владиславом Фурманова (псевдонім Влад Фурман) (нар, 5 березня 1969), Свекор — артист театру і кіно, продюсер, театральний режисер, літератор, антрепренер. народний артист Росії Рудольф Фурманов (22 жовтня 1938-9 квітня 2021).
Рідна племінниця — актриса театру і кіно Христина Кузьміна (нар. 1 березня 1980).